# Lapidarium Willrode

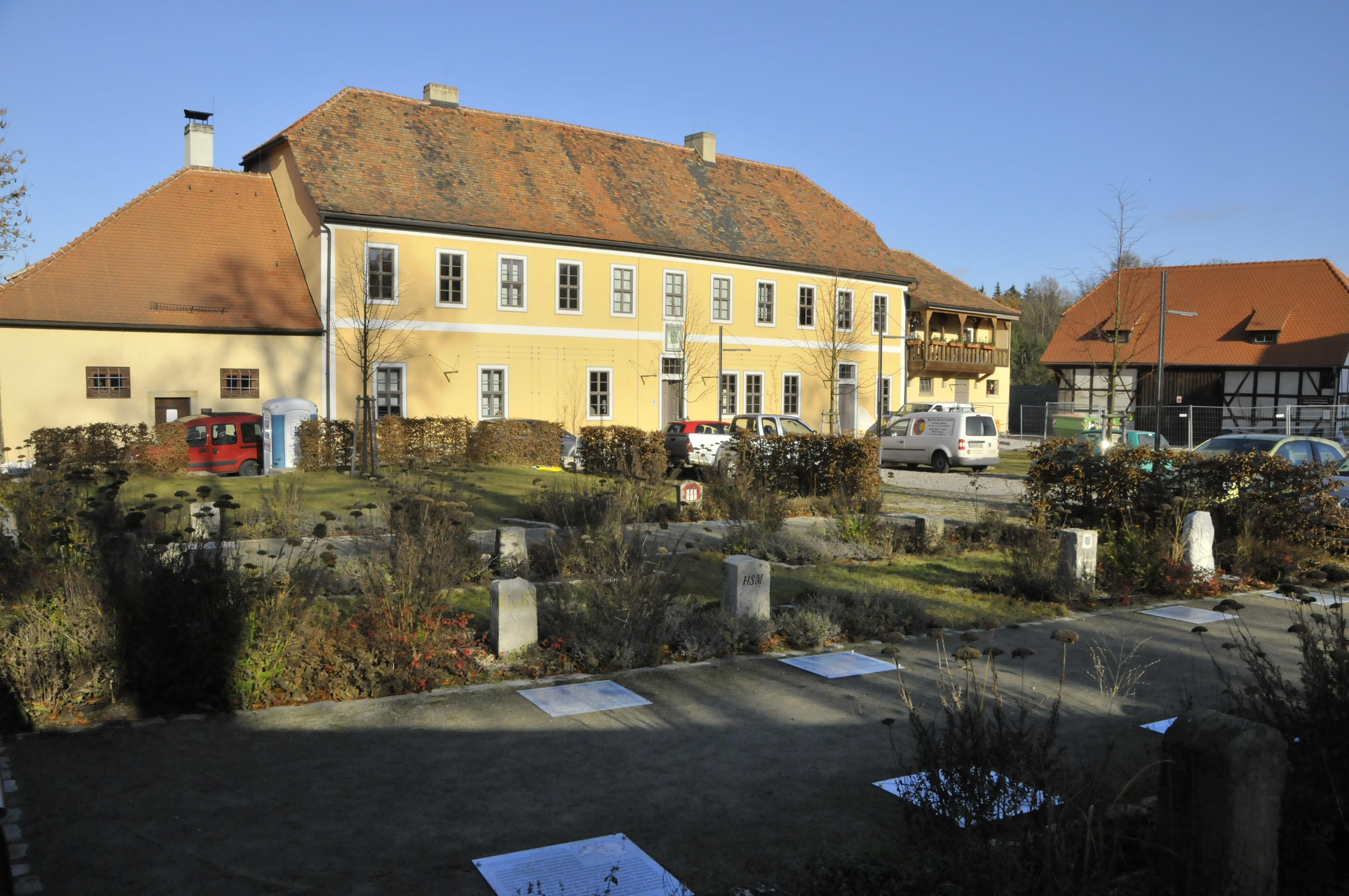
Forsthaus mit Lapidarium (im Vordergrund)

Das Lapidarium Willrode ist eine Sammlung historischer Grenz- und Gemarkungssteine auf dem Gelände des Forsthauses Willroda in der Nähe der thüringischen Landeshauptstadt Erfurt.
Seit 2009 ist auf der westlichen Hofseite des Anwesens eine Ausstellung Thüringer Grenzsteine eingerichtet. Aussteller ist der Landesverein Thüringen des DVW – Gesellschaft für Geodäsie, Geoinformation und Landmanagement (DVW). Hier stehen derzeit (November 2011) etwa dreizehn Grenz- und Gemarkungssteine mit gut beschrifteten Erläuterungstafeln. Die Sammlung präsentiert Abmarkungen der Außengrenzen historischer Hoheitsgebiete. Auf die jeweilige Herrschaft weisen Initialen am Kopf der Steine oder auch ihr Wappen hin. So steht beispielsweise „KP“ für das Königreich Preußen, während „HG“ auf das Herzogtum (Sachsen-)Gotha hinweist. Weitere Gemarkungssteine zeigen die Initialen der Gemarkung oder die fortlaufende Nummerierung.

## Geschichte

Thüringische Staaten 1910

Bevor 1920 die nachfolgend aufgeführten Herzog- und Fürstentümer (ohne Preußen) zum Land Thüringen zusammengeschlossen wurden, existierten auf thüringischem Gebiet folgende unabhängigen Herrschaftsbereiche:
- Fürstentum Reuß älterer Linie (Residenz in Greiz)
- Fürstentum Reuß jüngerer Linie (Residenz in Gera)
- Großherzogtum Sachsen-Weimar-Eisenach (Residenz in Weimar)
- Herzogtum Sachsen-Meiningen (Residenz in Meiningen)
- Herzogtum Sachsen-Coburg (Residenz in Coburg)
- Herzogtum Sachsen-Gotha (Residenz in Gotha)
- Herzogtum Sachsen-Altenburg (Residenz in Altenburg)
- Fürstentum Schwarzburg-Rudolstadt (Residenz in Rudolstadt)
- Fürstentum Schwarzburg-Sondershausen (Residenz in Sondershausen)
- Königreich Preußen (Residenz in Berlin)

Nach 1945 kam der preußische Regierungsbezirk Erfurt hinzu. 1952 erfolgte die Aufteilung auf die Bezirke Erfurt, Gera und Suhl. Nach der Wende wurden die Bezirke vereinigt und der Freistaat Thüringen gebildet, indem noch die Kreise Artern, Schmölln und Altenburg hinzukamen.
Geschichtlich bedingt, waren in historischer Zeit die Vermessungsmethoden und die Genauigkeit sehr unterschiedlich. In früheren Jahrhunderten waren hochgenaue Vermessungen zur Lagebestimmung von Grenzpunkten technisch noch nicht möglich und fehlten. Um bei einem Verlust oder Versetzen des Grenzsteins trotzdem die ursprüngliche Lage nachweisen zu können, wurde unter dem Stein beim ersten Setzen ein Gegenstand („Marksteinzeuge“) eingegraben, der das jeweilige Besitzverhältnis besonders kennzeichnete. Vor der Einführung des metrischen Systems am 1. Januar 1872 in Deutschland waren unterschiedliche Längenmaße in Gebrauch. Beispielsweise maß die preußische Rute („Preußische Werkrute“) 3,766 m, während die weimarische Rute („Weimarer Waldrute“) 4,512 m lang war. Landwirtschaftliche Flächen wurden in Preußen mit „(Magdeburger) Morgen“ (2.553,2 m²), in Weimar jedoch mit „Acker“ (2.849,7 m²) bezeichnet.
Eine der wichtigsten Aufgaben eines Staates, allein schon zur exakten Berechnung von Steuern und Abgaben, ist von jeher die Vermessung und Festlegung seiner Grenzen. Danach erfolgt durch die Katastervermessung die Festlegung von Grundstücksgrenzen, Fluren und Flurstücken. Allerdings führten die Staaten zur Dokumentation der Eigentumsverhältnisse im 19. Jahrhundert jeweils eigene und unabhängige Katastersysteme ein. Die Katasterbücher beinhalteten dabei die Flurstücke mit Nummer, Fläche, Besitzer und Nutzungsart. Nach dem Aufmaß der Grenzsteine und Festlegung der Flurstücke wurden großmaßstäbige Karten angefertigt.

## Flurzüge
Bei den „Flurzügen“ (Flurbegehungen) wurden bis ins 19. Jahrhundert ortsweise die Unversehrtheit der Grenzsteine kontrolliert.

Interessant und amüsant sind die Beschreibungen dieser „Flurzüge“ in den alten Berichten aus dem 18. Jahrhundert. Früher wurden die Felder durch Marksteine begrenzt. Die Arbeit des Steinsetzens und Vermessens verrichteten die „Steiner“ (auch Steiniger), die zuständig waren für das Vermessen der Flure und das Setzen der Marksteine sowie für das Schlichten von Grenzstreitigkeiten. Zahl und Ort der Steine waren in einem Buch eingetragen, das sicherheitshalber in der Kirche lagerte. Die Flurstücke hatten je nach Größe und Form unterschiedliche Namen: Es wird von Gelenge, Sottel, Striegel, Gehren und Girn gesprochen. Einmal jährlich zog die Bevölkerung auf die Felder, um unter großer Beteiligung, auch der Kinder, die Grenzsteine abzuwandern und mit den Eintragungen im Kirchenbuch zu vergleichen. Es war ein Festtag für das ganze Dorf. Da nicht immer alle Steine absichtlich oder unabsichtlich an vorgesehener Stelle zu finden waren, gab es auch Streitigkeiten, worauf auch Flurnamen wie „Streitwiese“ hinweisen. So wurden zunächst die Grenzen zu den Nachbardörfern abgegangen. Und jedes Mal, wenn man auf die Abordnung des nächsten Nachbardorfes stieß, begrüßte man sich herzlich und baten sie auf einen Trunck zu uns zu kommen.
Nach dem Abschreiten der Gemeindegrenzen wurden die Grenzen der Flure und Flurstücke abgewandert und die Grenzsteine kontrolliert, zum Teil wieder aufgerichtet oder an den vorgesehenen Platz verlagert. Am Abend traf man sich dann in der Schenke, wo an diesem Tag 32 Eimer und 5 Kannen aufgegangen und vertruncken wurden. 1 Eimer als damaliges Raummaß waren 72 Kannen oder 67,362 Liter. In dem beschriebenen Fall haben die Gäste also dort mehr als 2.100 Liter vertruncken.

## Bilder aus dem Lapidarium
Viele Steine wurden so ausgerichtet, dass die entsprechend beschriftete/gekennzeichnete Seite in die Richtung des Gebietes zeigte, das mit der Beschriftung gemeint ist.

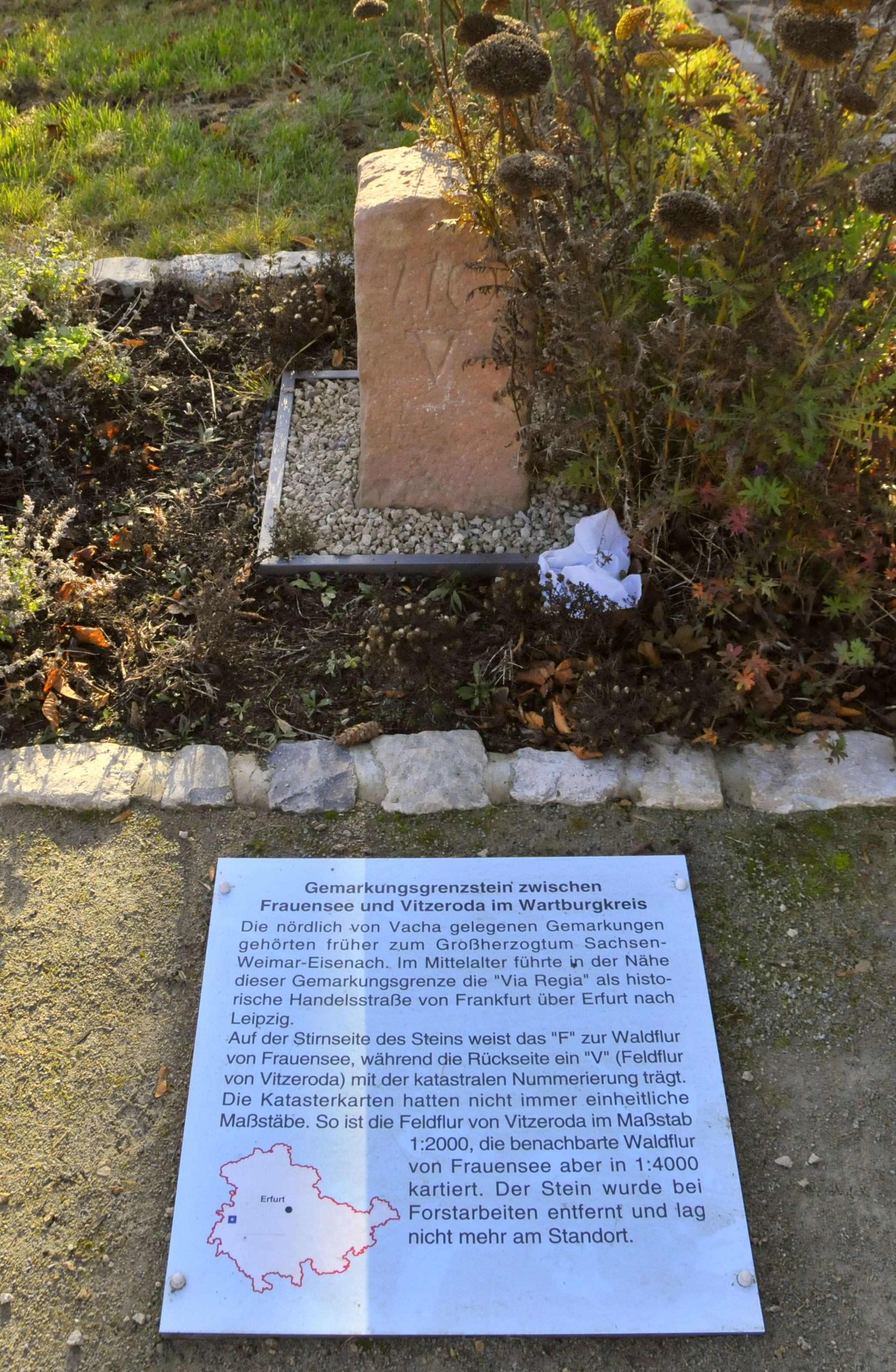
Gemarkungsstein zwischen Vitzeroda und Frauensee. Der Stein zeigt die Seite mit „110“ (Katasternummer) und dem „V“ für Vitzeroda. Auf der Rückseite steht das „F“.
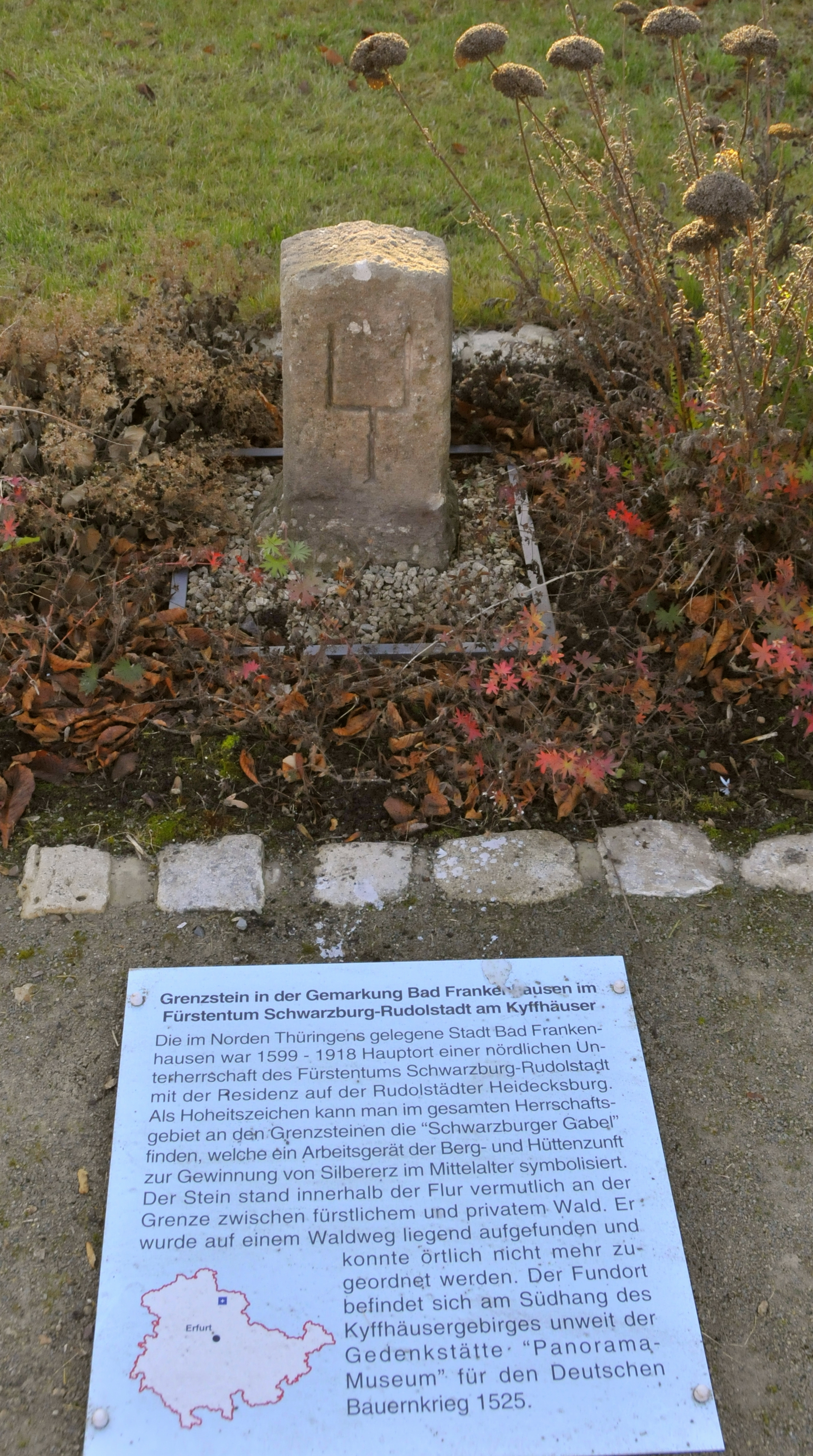
Grenzstein aus der Gemarkung Bad Frankenhausen zur Kennzeichnung der Grenze zu einem Gebiet, das dem Herzogtum Schwarzburg-Rudolstadt gehört. Der Stein trägt die „Schwarzburger Gabel“ als Hoheitszeichen.
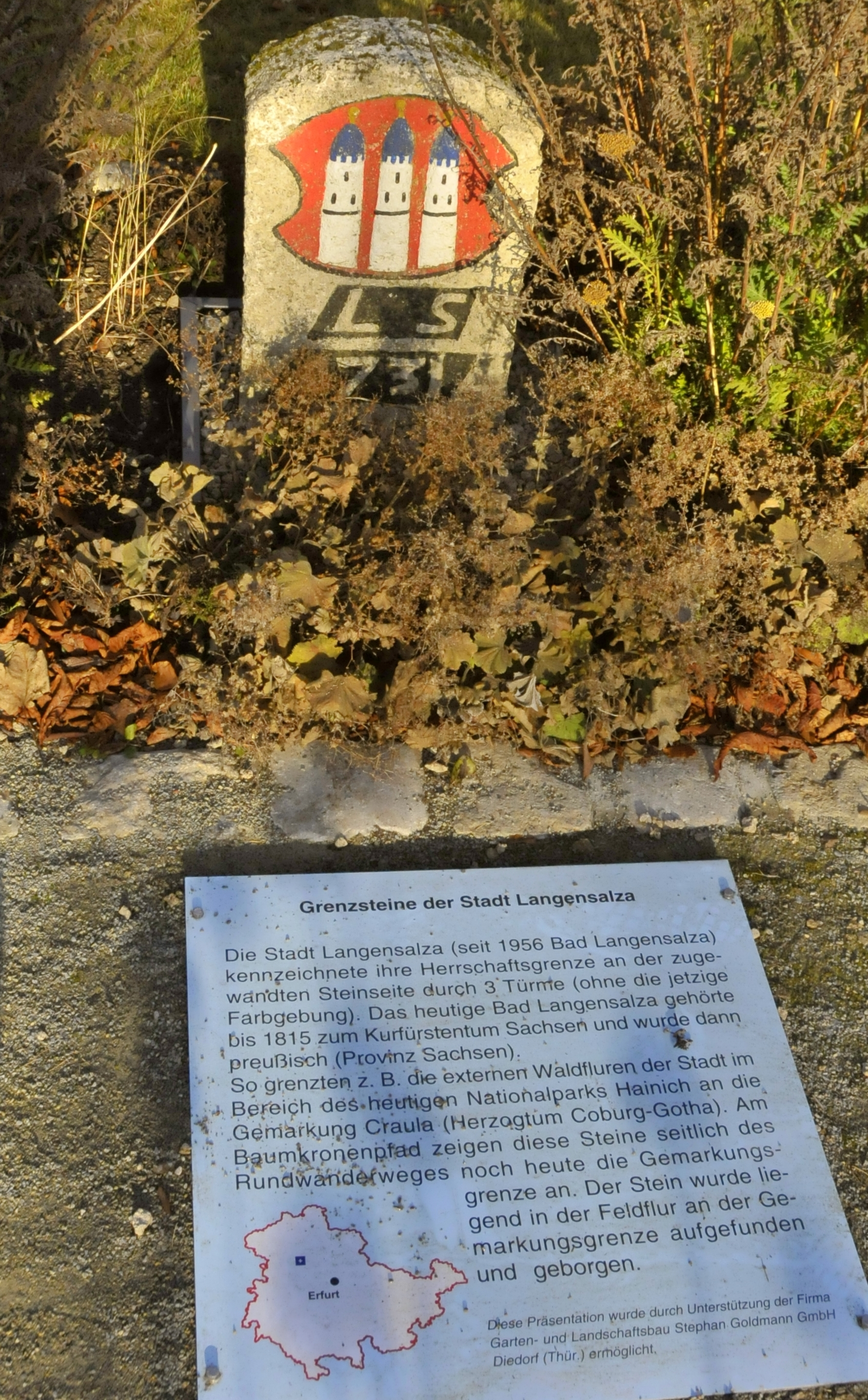
Grenzstein von Langensalza aus 1731 mit den drei Türmen, die auch heute noch im Bad Langensalzaer Wappen zu finden sind. Der Stein wurde nachträglich farbig bemalt.
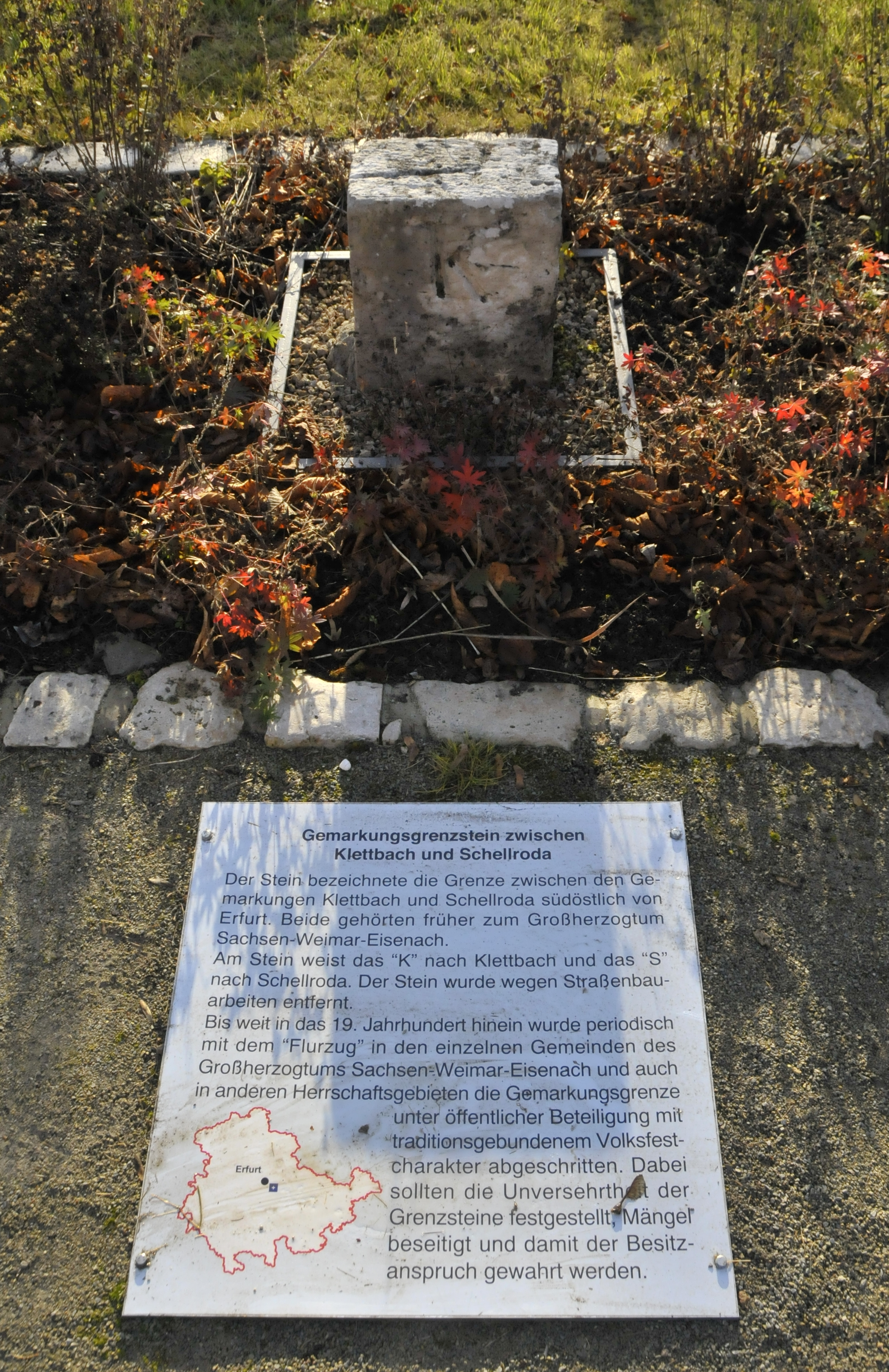
Grenzstein zwischen Klettbach und Schellroda. Zu sehen ist das „K“ für Klettbach.
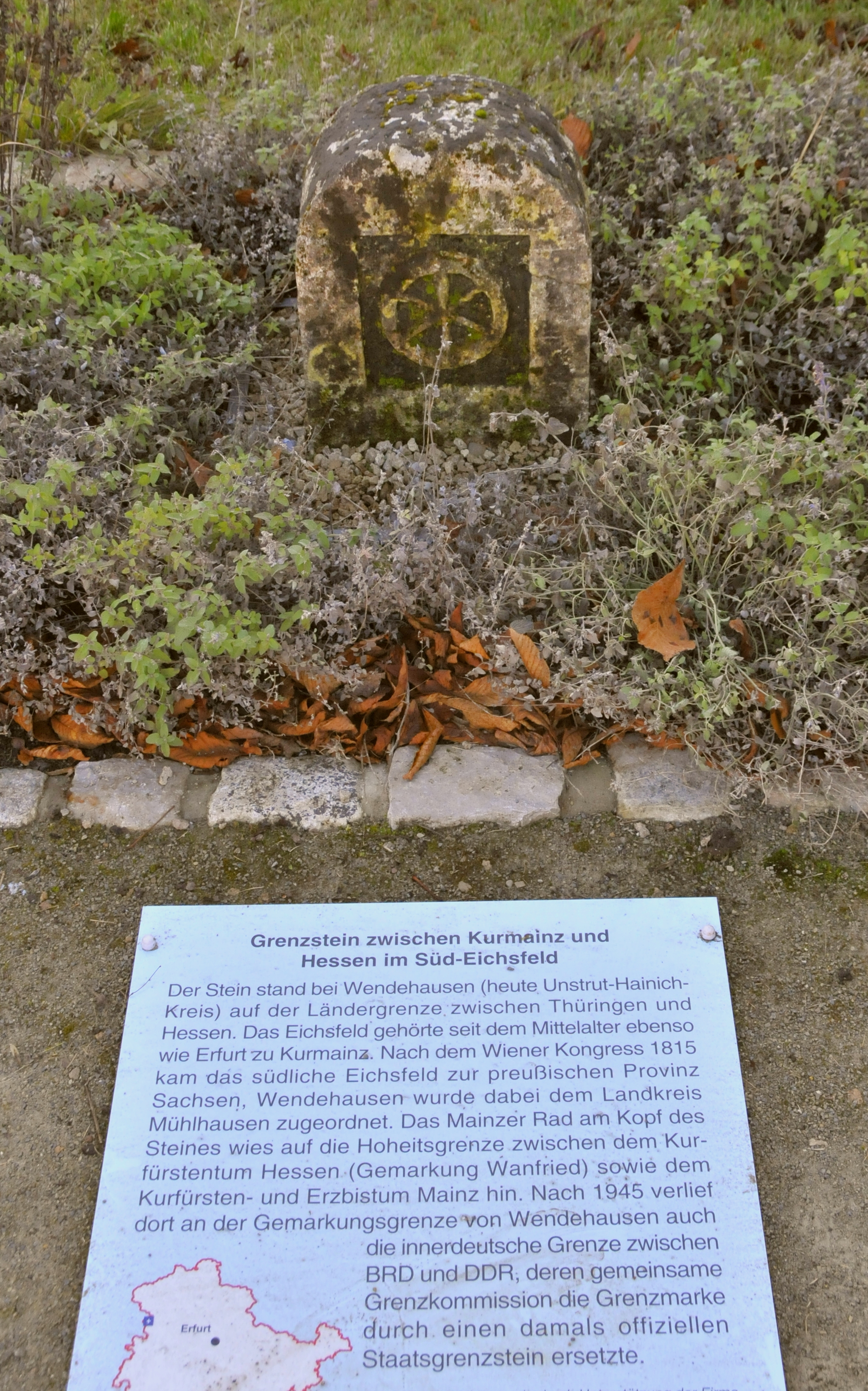
Grenzstein zwischen Kurmainz und Hessen im Süden des Eichsfelds. Der Stein trägt als Hoheitskennzeichen das „Mainzer Rad“ und markierte einst die Grenze zwischen Wendehausen und Wanfried, später die innerdeutsche Grenze.
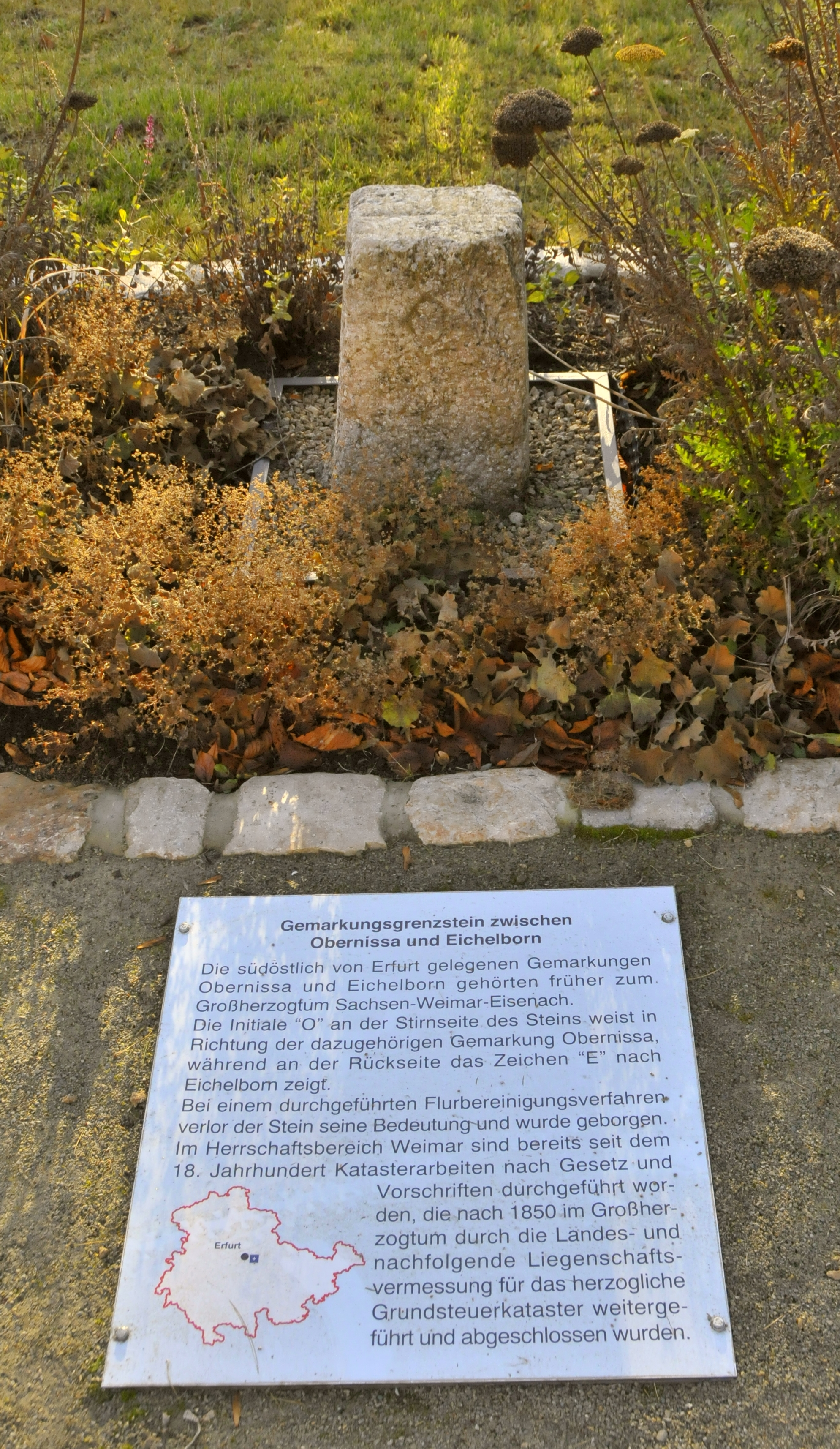
Grenzstein zwischen Obernissa und Eichelborn. Das „O“ auf der hier sichtbaren Seite steht für Obernissa, während die Rückseite ein „E“ für Eichelborn trägt.
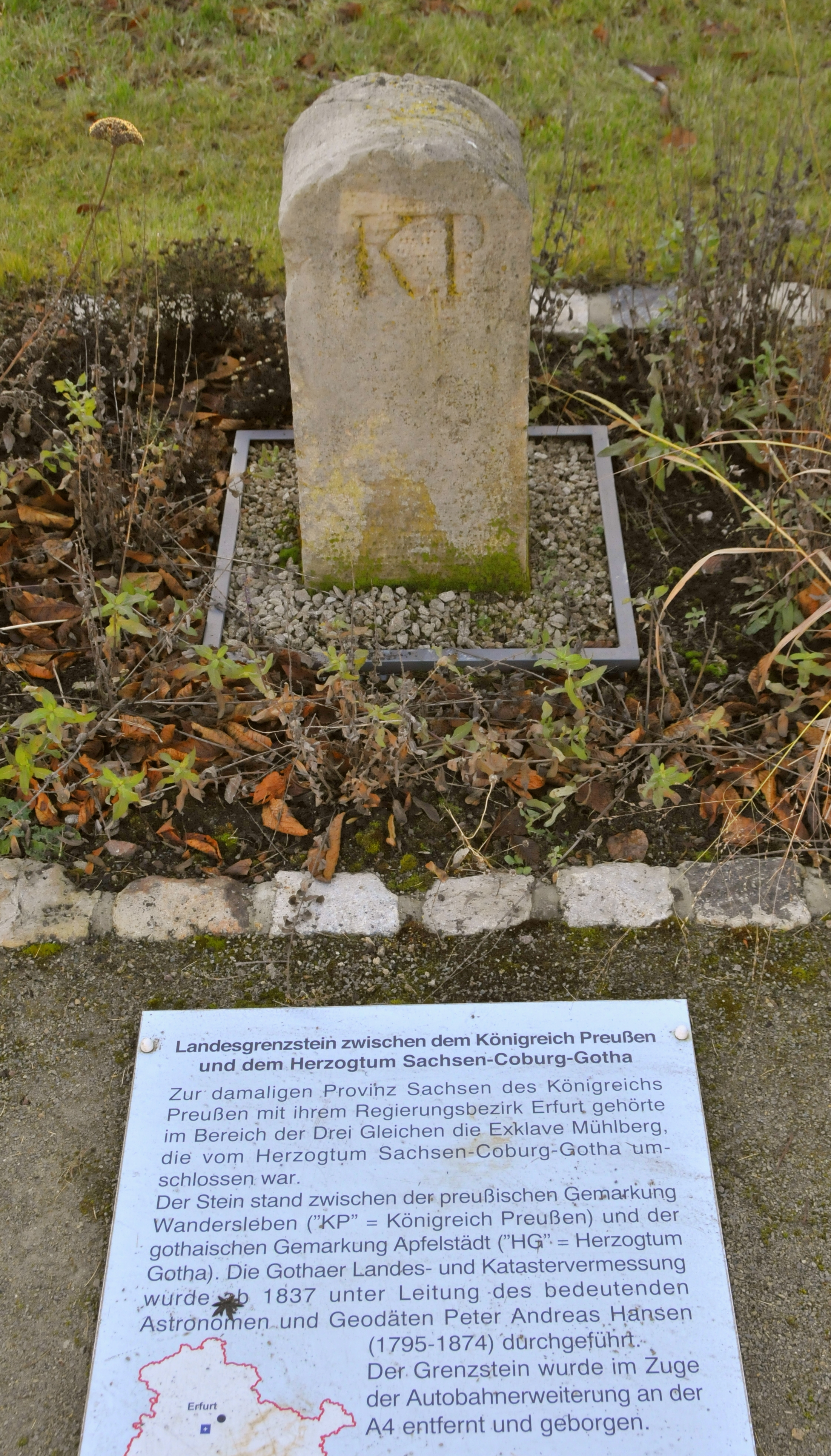
Grenzstein zwischen dem Königreich Preußen und dem Herzogtum Sachsen-Coburg und Gotha. Das „KP“ steht für Königreich Preußen. Die Rückseite trägt die Buchstaben „HG“ für das Herzogtum Gotha. Der Stein stand zwischen Wandersleben und Apfelstädt und musste im Zuge des Autobahnbaus der A 4 geborgen und entfernt werden.
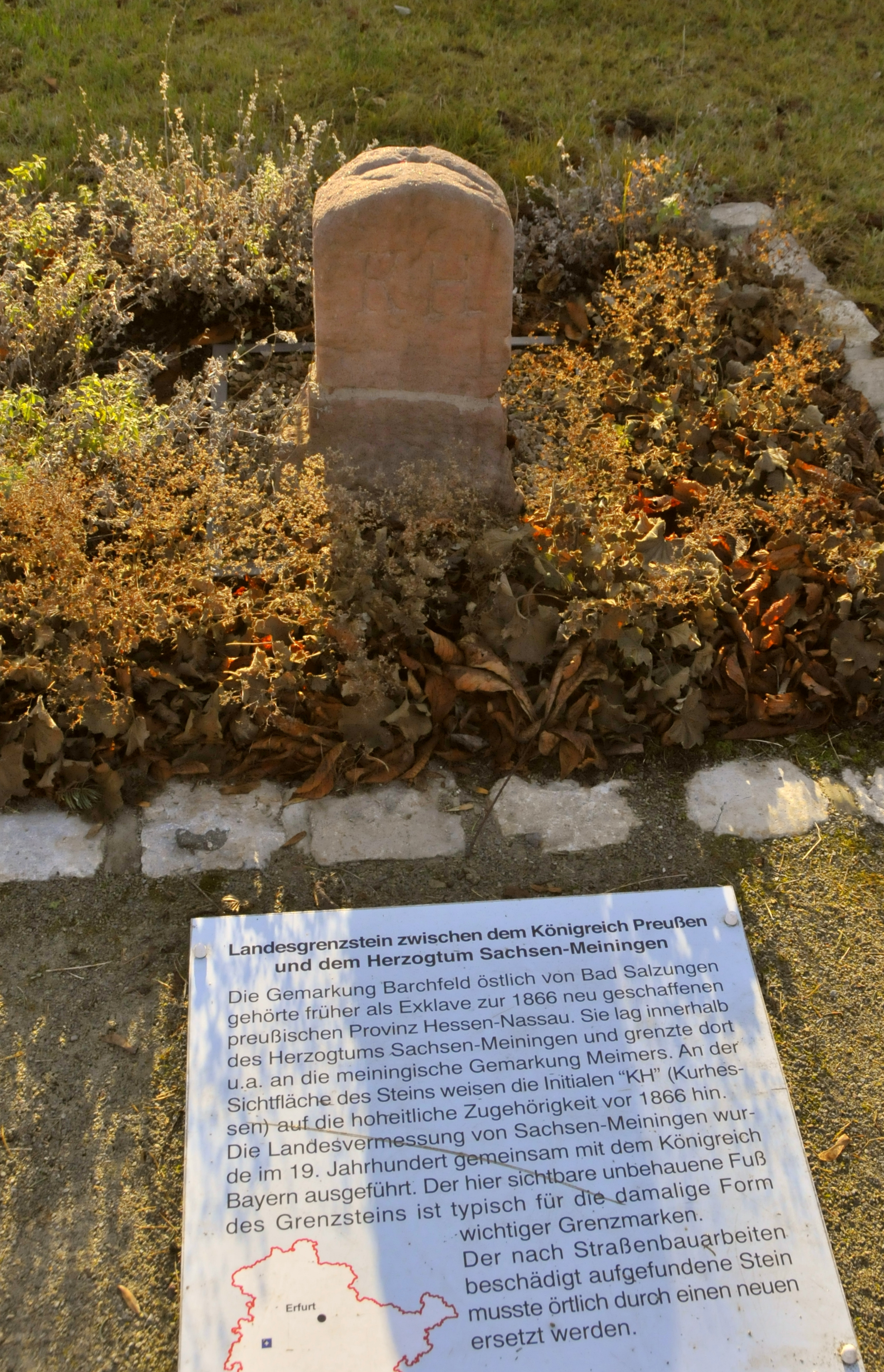
Grenzstein zwischen dem Königreich Preußen und dem Herzogtum Sachsen-Meiningen. Die Initialen „KH“ stehen für das Kurfürstentum Hessen.
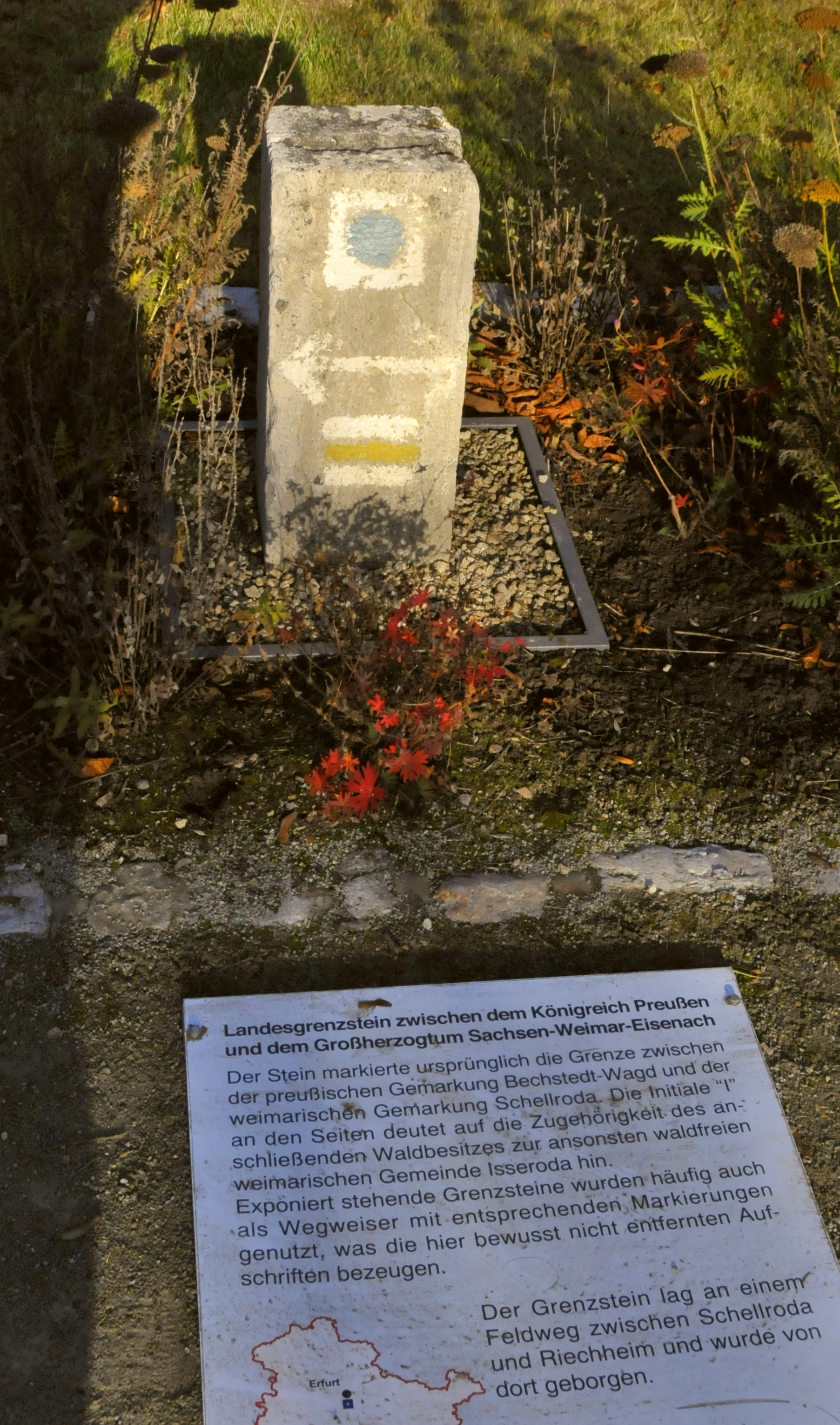
Grenzstein zwischen dem Königreich Preußen und dem Herzogtum Sachsen-Weimar-Eisenach. Der Stein stand an der Grenze von Schellroda und Bechstedt-Wagd und trägt Wegweiser-Markierungen.
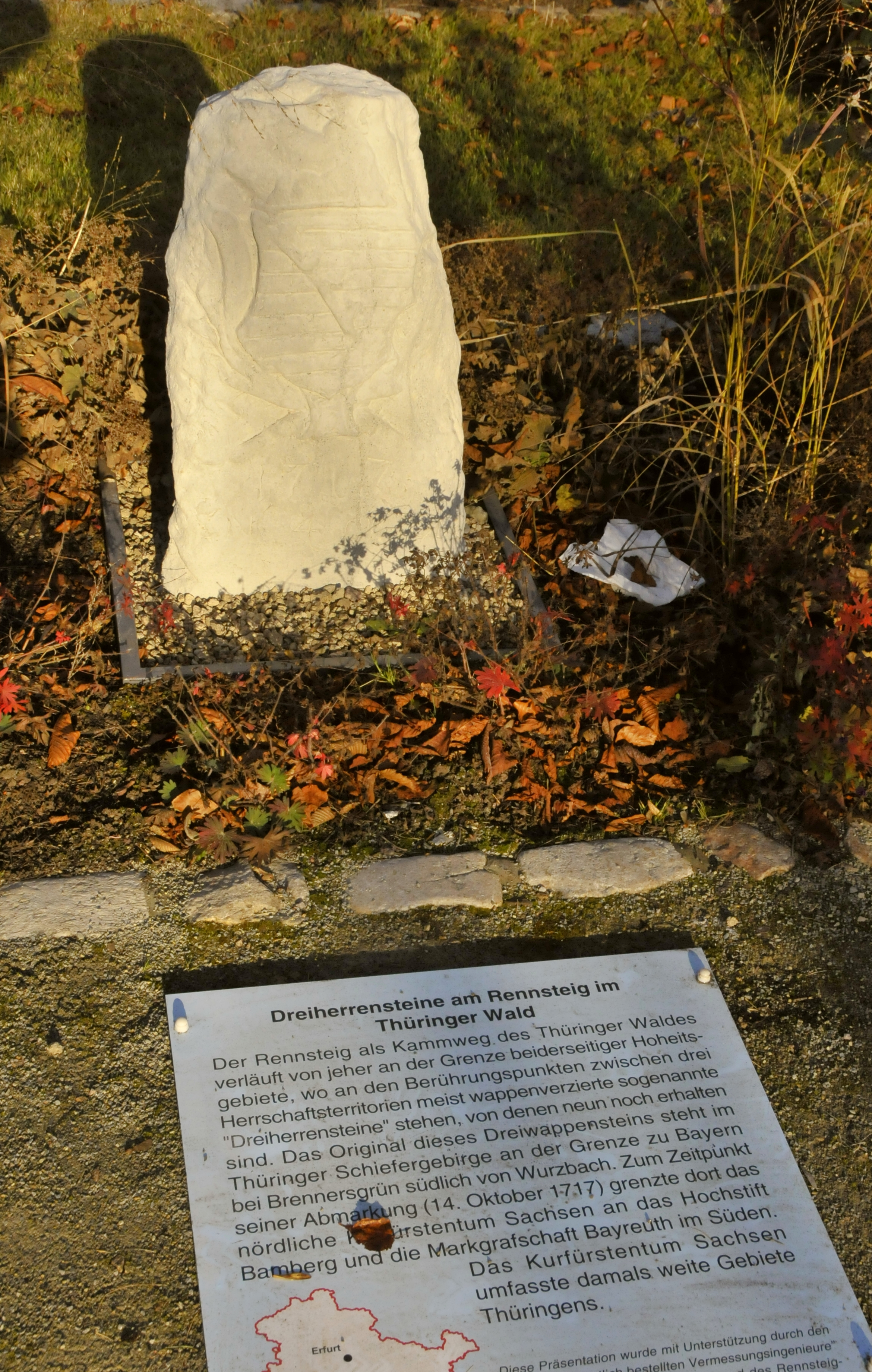
„Dreiherrenstein“ am Rennsteig
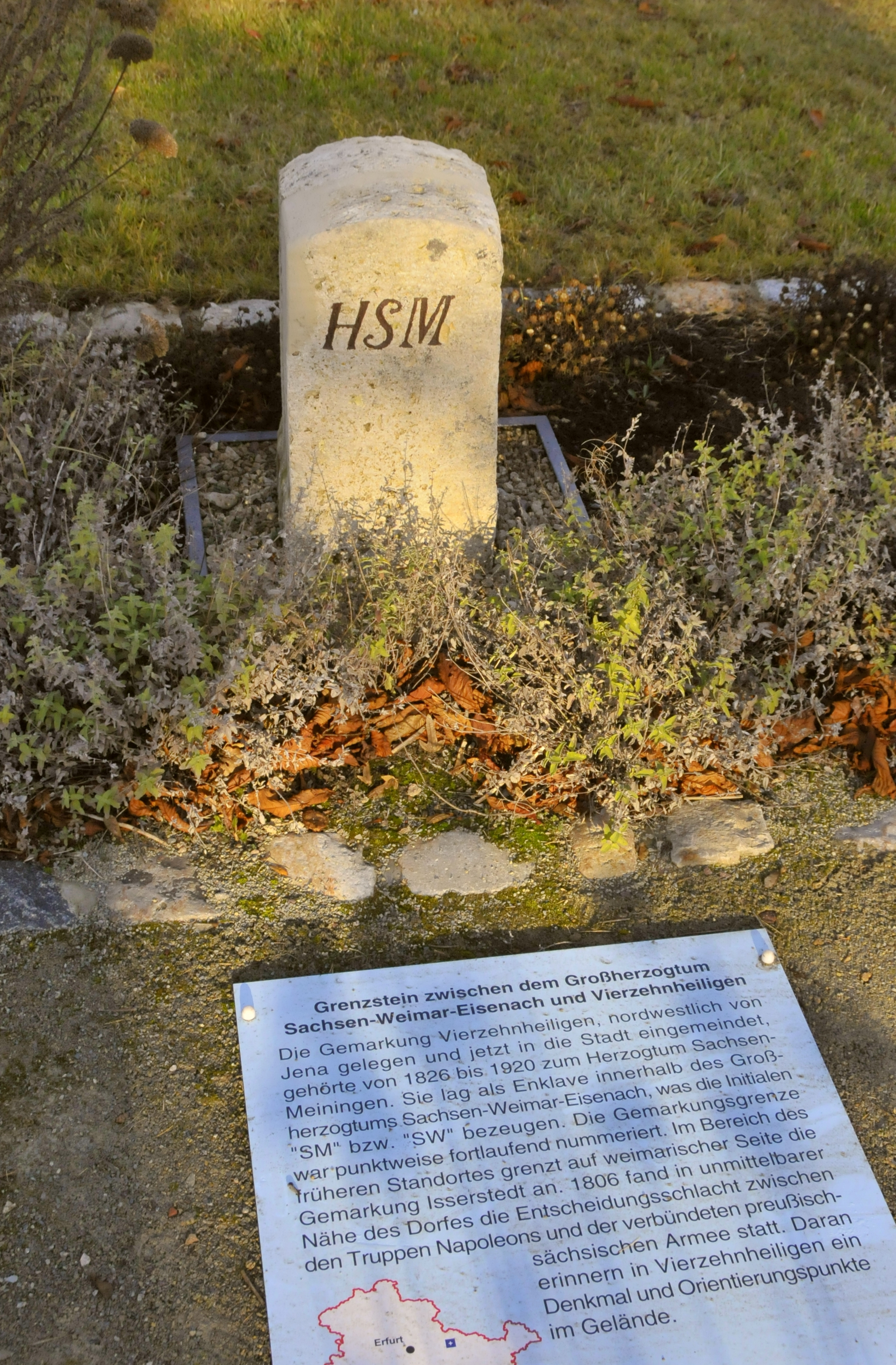
Grenzstein zwischen dem Großherzogtum Sachsen-Weimar-Eisenach und Vierzehnheiligen. „HSM“ steht für Herzogtum Sachsen-Meiningen.
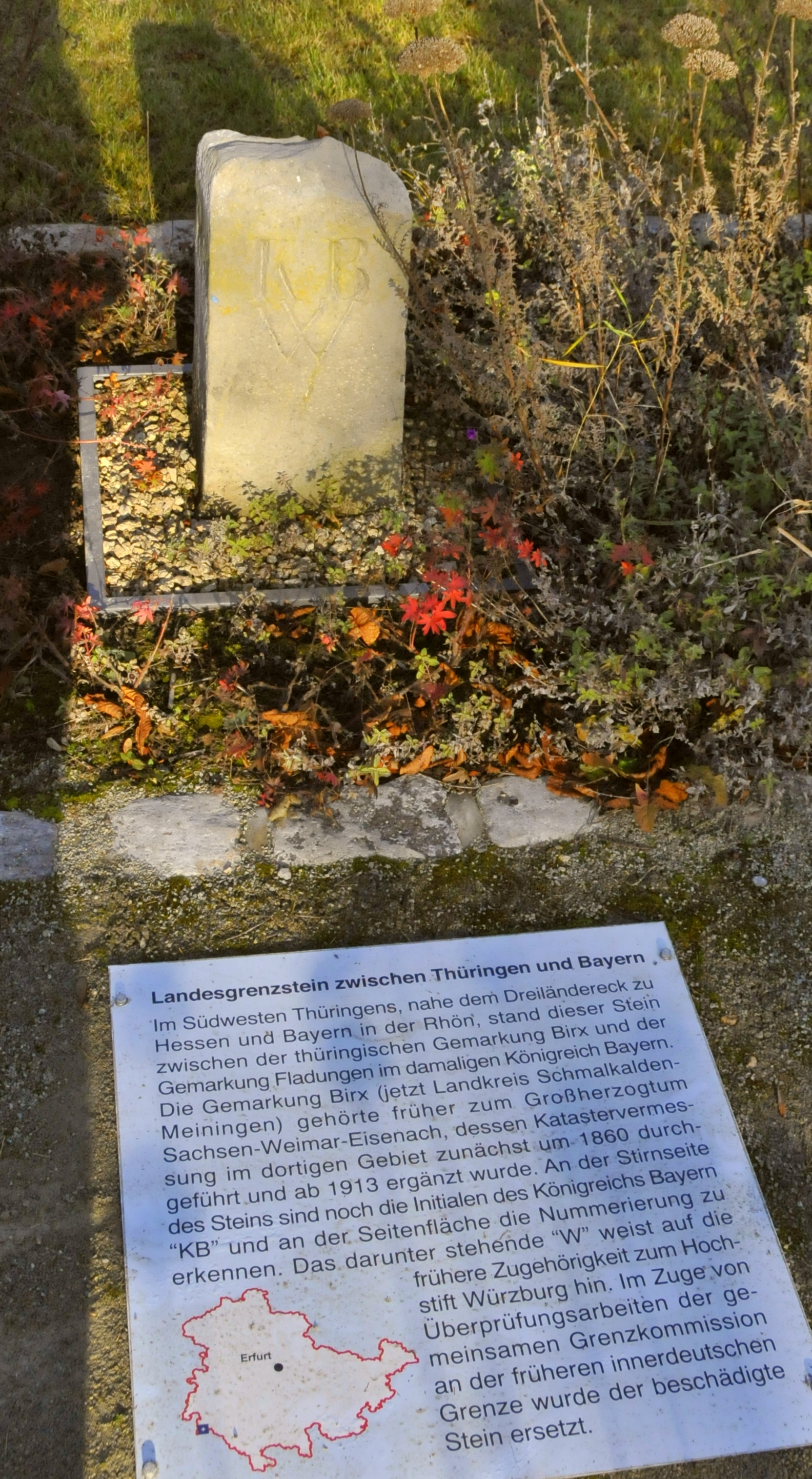
Grenzstein zwischen Thüringen und Bayern. Die Initialen „KB“ weisen auf das Königreich Bayern, das darunter stehende „W“ auf das Hochstift Würzburg hin.